# مارسلو جیان
مارسلو کیرمیتجیان (انگلیسی: Marcelo Kiremitdjian زاده ۶ نوامبر ۱۹۶۶) یک بازیکن فوتبال ارمنی‌تبار اهل برزیل است.
از باشگاه‌هایی که در آن بازی کرده‌است می‌توان به باشگاه فوتبال کورینتیانس، لیون، باشگاه ورزشی کروزیرو، و اتلتیکو مینیرو اشاره کرد.
وی توپ نقره‌ای برزیل در سال ۱۹۹۸ را کسب نموده است.